# Alexandre Le Bas de Sainte-Croix

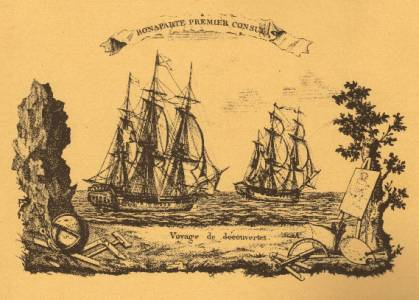
Le Géographe et Le Naturaliste

Alexandre Le Bas de Sainte-Croix, né le 15 septembre 1759 à Paris et mort le 12 décembre 1828 à Paris, est un officier de marine français qui participa à l'expédition vers les Terres australes que conduisit Nicolas Baudin au départ du Havre à compter du 19 octobre 1800.

## Son voyage
D'après le Voyage dans les quatre principales îles des mers d'Afrique publié par Jean-Baptiste Bory de Saint-Vincent en 1804, le capitaine de frégate Le Bas de Sainte-Croix était au départ de l'expédition l'un des quinze membres de l'état-major à bord du Géographe, où il s'embarqua en tant que second de Nicolas Baudin, capitaine de vaisseau et commandant de l'expédition. Il ne s'entendait pas avec le commandant Baudin et réunit une coterie de jeunes officiers. Il exécuta parfois de mauvaise grâce les ordres qui lui étaient donnés. Il prit par exemple le parti de l'enseigne de vaisseau Picquet qui fut débarqué à Timor le 26 août 1801. Comme Baudin commençait à être malade, le capitaine Le Bas de Sainte-Croix prit ses aises. Il se battit même en duel avec Ronsard, qui était du parti de Baudin, après l'affaire Picquet. Le capitaine Le Bas de Sainte-Croix fut finalement débarqué sous prétexte de maladie à l'île de Timor le 2 novembre 1801 et s'embarqua à Batavia pour rejoindre l'Europe. Il retrouve en fait le Naturaliste à l'île de France pendant sa relâche de février 1803 et regagne ainsi la France, comme passager.
Il fut ensuite colonel de la garde marine. Il épousa Françoise Julie Cotilon de Torcy de La Chabeaussière, dont il eut une fille.
Il termina sa carrière comme commandant du port de Cherbourg et fut ensuite promu contre-amiral honoraire.